# 1995년 1월
| 1995년: 1월 · 2월 · 3월 · 4월 · 5월 · 6월 · 7월 · 8월 · 9월 · 10월 · 11월 · 12월 |

| <           | 1995년 1월 | 1995년 1월  | 1995년 1월 | 1995년 1월 | 1995년 1월 | >       |
| 일          | 월         | 화          | 수         | 목         | 금         | 토      |
| 1 12.1 임진 | 2 계사     | 3 갑오      | 4 을미     | 5 병신     | 6 정유     | 7 무술  |
| 8 기해      | 9 경자     | 10 신축     | 11 임인    | 12 계묘    | 13 갑진    | 14 을사 |
| 15 병오     | 16 정미    | 17 무신     | 18 기유    | 19 경술    | 20 신해    | 21 임자 |
| 22 계축     | 23 갑인    | 24 을묘     | 25 병진    | 26 정사    | 27 무오    | 28 기미 |
| 29 경신     | 30 신유    | 31 1.1 임술 |            |            |            |         |

| 편집하기 |

## 1995년1월 17일
- 일본 효고현의 아와지섬에서 북쪽을 진원지역으로 발생한 간사이 대지진이 발생되었으며, 6434명의 사망자와 43792명이 부상당했고, 3명이 실종되었으며 104,906채의 가옥이 파손되다.

## 1995년1월 6일
- 보진카 계획이 발견되다.

## 1995년1월 1일
- 대한민국에서 직할시가 광역시로 명칭이 변경되다.
- 스웨덴, 오스트리아, 핀란드가 유럽 연합에 가입하다.
- 세계 무역 기구가 발족하다.